# Druhá Ženská Liga Amerického Fotbalu 2019
La Druhá Ženská Liga Amerického Fotbalu 2019 è la 3ª edizione del campionato di football americano femminile di secondo livello, organizzato dalla ČAAF.

## Squadre partecipanti
| Club                  | Città          | Stadio | Sponsor ufficiale | Risultato nella stagione 2018 |
| --------------------- | -------------- | ------ | ----------------- | ----------------------------- |
| Ostrava Diamonds      | Ostrava        |        |                   |                               |
| Příbram Bobcats       | Příbram        |        |                   |                               |
| Ústí nad Labem Blades | Ústí nad Labem |        |                   |                               |

## Stagione regolare

### Calendario

#### 1ª giornata
| Ostrava 14 settembre 2019, ore 13:00 | Ostrava Diamonds | 18 – 13 (18-6 0-7) referto | Ústí nad Labem Blades | Poruba (125 spett.)\| Arbitro: \| Klimeš \| |
| Arbitro:                             | Klimeš           |                            |                       |                                             |

| Ostrava 14 settembre 2019, ore 14:15 | Ústí nad Labem Blades | 2 – 38 (2-20 0-18) referto | Příbram Bobcats | Poruba (125 spett.)\| Arbitro: \| Klimeš \| |
| Arbitro:                             | Klimeš                |                            |                 |                                             |

| Ostrava 14 settembre 2019, ore 15:30 | Příbram Bobcats | 19 – 0 (13-0 6-0) referto | Ostrava Diamonds | Poruba (125 spett.)\| Arbitro: \| Klimeš \| |
| Arbitro:                             | Klimeš          |                           |                  |                                             |

#### 2ª giornata
| Příbram 29 settembre 2019, ore 15:00 | Příbram Bobcats | 29 – 12 (20-6 9-6) referto | Ostrava Diamonds | Marila (64 spett.)\| Arbitro: \| Znamenáček \| |
| Arbitro:                             | Znamenáček      |                            |                  |                                                |

| Příbram 29 settembre 2019, ore 16:15 | Ostrava Diamonds | 34 – 12 (2-6 32-6) referto | Ústí nad Labem Blades | Marila (64 spett.)\| Arbitro: \| Znamenáček \| |
| Arbitro:                             | Znamenáček       |                            |                       |                                                |

| Příbram 29 settembre 2019, ore 17:30 | Ústí nad Labem Blades | 7 – 38 (7-25 0-13) referto | Příbram Bobcats | Marila (64 spett.)\| Arbitro: \| Znamenáček \| |
| Arbitro:                             | Znamenáček            |                            |                 |                                                |

#### 3ª giornata
| Ústí nad Labem 20 ottobre 2019, ore 12:00 | Ústí nad Labem Blades | 8 – 33 (8-27 0-6) referto | Příbram Bobcats | Olšinky (67 spett.)\| Arbitro: \| Koller \| |
| Arbitro:                                  | Koller                |                           |                 |                                             |

| Ústí nad Labem 20 ottobre 2019, ore 13:15 | Příbram Bobcats | 13 – 0 (7-0 6-0) referto | Ostrava Diamonds | Olšinky (42 spett.)\| Arbitro: \| Koller \| |
| Arbitro:                                  | Koller          |                          |                  |                                             |

| Ústí nad Labem 20 ottobre 2019, ore 14:30 | Ostrava Diamonds | 7 – 6 (0-0 7-6) referto | Ústí nad Labem Blades | Olšinky (47 spett.)\| Arbitro: \| Koller \| |
| Arbitro:                                  | Koller           |                         |                       |                                             |

### Classifica
La classifica della regular season è la seguente:
- PCT = percentuale di vittorie, G = partite giocate, V = partite vinte,  P = partite perse, PF = punti fatti, PS = punti subiti

| Pos. | Squadra               | PCT   | G | V | N | P | PF  | PS  |
| ---- | --------------------- | ----- | - | - | - | - | --- | --- |
| 1    | Příbram Bobcats       | 1.000 | 6 | 6 | 0 | 0 | 169 | 29  |
| 2    | Ostrava Diamonds      | .500  | 6 | 3 | 0 | 3 | 71  | 92  |
| 3    | Ústí nad Labem Blades | .000  | 6 | 0 | 0 | 6 | 48  | 167 |

## Bowl finale
| Ostrava 2 novembre 2019, ore 12:00 | Příbram Bobcats | 43 – 6 (25-6 18-0) referto | Ústí nad Labem Blades | Poruba (55 spett.)\| Arbitro: \| Klimeš \| |
| Arbitro:                           | Klimeš          |                            |                       |                                            |

| Ostrava 2 novembre 2019, ore 13:15 | Ostrava Diamonds | 25 – 0 (13-0 12-0) referto | Ústí nad Labem Blades | Poruba (105 spett.)\| Arbitro: \| Klimeš \| |
| Arbitro:                           | Klimeš           |                            |                       |                                             |

| Ostrava 2 novembre 2019, ore 14:30 | Příbram Bobcats | 12 – 0 (6-0 6-0) referto | Ostrava Diamonds | Poruba (105 spett.)\| Arbitro: \| Klimeš \| |
| Arbitro:                           | Klimeš          |                          |                  |                                             |

## Verdetti
- Příbram Bobcats Vincitrici della Druhá Ženská Liga Amerického Fotbalu 2019